# 짐 더건
짐 더건(Jim Duggan, 1954년 1월 14일 ~ )은 본명은 지미 에드워드 더간(James Edward Duggan)이다. WWE 링네임은 '핵서 짐 더갠(핵소우 짐 더간)'이다. 미국의 프로레슬링선수다. 초대 로얄 럼블(1988년)에서 우승을 한 선수이기도 하다. 로얄 럼블에서 우승을 하였지만 WWE 챔피언 등극에는 실패하였다. 2011년 WWE 명예의 전당에 헌액되기도 하였고 2005년부터 WWE의 이벤트성 경기에 가끔씩 출연을 하고 있다. 최근에는 2012년 로얄럼블에서 로얄럼블 매치에 출연하기도 했다. 그는 등장할 때 성조기와 각목을 들고 나오는 것으로도 유명하다. 키는 191cm 몸무게는 120kg이다. 피니쉬 무브는 쓰리 포인트 스탠스 크로스라인이다.
뜬금포 랜디 세비지와 시합해서 패했으며 랜디 세비지는 짐 더건을 이겼다는 이유로 마초킹으로 즉위했다.

## 수상 경력
- IWA 월드 헤비웨이트 챔피언 1회
- IWC 태그팀 챔피언 1회 - 스코티 개쉬
- PWA 사우던 태그팀 챔피언 1회 - 니겔 쉐로드
- TASW 헤비웨이트 챔피언 1회
- 미드 사우스 루이지애나 헤비웨이트 챔피언 1회
- 미드 사우스 노스 아메리칸 헤비웨이트 챔피언 1회
- 미드 사우스 태그팀 챔피언 1회 - 매그넘 T.A.
- UWF 월드 태그팀 챔피언 1회 - 테리 테일러
- 1988 WWF 로열 럼블 우승
- WCW 유나이티드 스테이츠 챔피언 1회
- WCW 월드 텔레비전 챔피언 1회
- 2011 WWE 명예의 전당